# Aspasia Manos
Aspasia Manos (gr. Ασπασία Μάνου, ur. 4 września 1896 w Atenach, zm. 7 sierpnia 1972 w Wenecji) – księżna Grecji jako żona króla Aleksandra.

## Życiorys
Aspazja była córką adiutanta króla Konstantyna I, Petrosa Manosa (1871-1918) i jego żony Marii Argyropoulou (1874-1930).
Po okresie trzyletniego, nieformalnego związku, budowanego miłością, 4 listopada 1919 roku w Tatoi, mimo negatywnego stanowiska greckiego rządu, kościoła i przy otwartym bojkocie ze strony całej rodziny królewskiej, dyskretnie wstąpiła w małżeństwo z królem Aleksandrem. Nowo poślubiona, nie uzyskiwała prawa do tytułu królowej, ani do związanych z nim przywilejów. Z panny Manos, stała się jedynie „panią Manos”. Z uwagi na złożoną sytuację międzynarodową i w konsekwencji racji stanu, ślub nigdy nie został ogłoszony publicznie. Młoda para przeżyła tylko rok szczęścia. Aleksander zmarł w 1920 wskutek powikłań po ugryzieniu przez małpę.
W roku 1921 na świat przyszło jedyne dziecko Aspazji, córka Aleksandra. Dopiero nieco później, kolejny z władców Grecji zgodził się nadać matce i dziecku tytuły księżnej i księżniczki. Aleksandra w Londynie w okresie II wojny światowej poślubiła ostatniego króla Jugosławii.